# 임실군수 선거
임실군수 선거는 전북특별자치도 임실군의 군수를 선출하는 선거이다.

## 역대 민선 임실군수
| 선거   | 정당 | 정당           | 군수   |
| ------ | ---- | -------------- | ------ |
| 1995년 |      | 민주당         | 이형로 |
| 1998년 |      | 새정치국민회의 | 이형로 |
| 2001년 |      | 무소속         | 이철규 |
| 2002년 |      | 무소속         | 이철규 |
| 2004년 |      | 무소속         | 김진억 |
| 2006년 |      | 무소속         | 김진억 |
| 2010년 |      | 민주당         | 강완묵 |
| 2014년 |      | 무소속         | 심민   |
| 2018년 |      | 무소속         | 심민   |
| 2022년 |      | 무소속         | 심민   |

## 역대 선거 결과

### 제1회 전국동시지방선거
|  | 60.37% |

|  | 23.44% |

|  | 16.17% |

### 제2회 전국동시지방선거
|  | 55.27% |

|  | 44.72% |

### 2001년 대한민국 재보궐선거
이형로 군수의 사임으로 인해 치러진 2001년 대한민국 재보궐선거에서 무소속 이철규 후보가 당선되었다.

### 제3회 전국동시지방선거
|  | 53.68% |

|  | 46.31% |

### 2004년 대한민국 재보궐선거
이철규 군수의 군수직 상실로 인해 치러진 2004년 대한민국 재보궐선거에서 무소속 김진억 후보가 당선되었다.

### 제4회 전국동시지방선거
|  | 37.99% |

|  | 27.95% |

|  | 24.06% |

|  | 5.73% |

|  | 4.25% |

### 제5회 전국동시지방선거
|  | 56.08% |

|  | 33.60% |

|  | 4.37% |

|  | 3.46% |

|  | 2.46% |

### 제6회 전국동시지방선거
|  | 27.83% |

|  | 23.51% |

|  | 17.82% |

|  | 15.45% |

|  | 6.94% |

|  | 5.34% |

|  | 3.07% |

### 제7회 전국동시지방선거
|  | 53.47% |

|  | 36.41% |

|  | 10.10% |

### 제8회 전국동시지방선거
|  | 44.17% |

|  | 43.14% |

|  | 10.40% |

|  | 2.27% |